# 17-та гвардійська танкова дивізія (СРСР)
17-та гвардійська танкова Криворізька Червонопрапорна ордена Суворова дивізія (17 гв. ТД, в/ч 02806) — військове з'єднання танкових військ Радянської армії, що існувало у 1957—1990 роках. Дивізія створена 4 червня 1957 року, як 37-ма гвардійська танкова дивізія на основі 25-ї гвардійської механізованої дивізії у місті Констанца, Румунія. Дивізія відносилась до боєготових скороченого штату, тому була укомплектована особовим складом і технікою на 60% (6000 осіб) від штатної чисельності. У 1965 вона була перейменована на 17-ту гвардійську танкову дивізію.
В січні 1992 року, після розпаду СРСР, перейшла під юрисдикцію України. На її основі було створено 17-ту окрему танкову бригаду.

## Історія
Створена 4 червня 1957 року, як 37-ма гвардійська танкова дивізія на основі 25-ї гвардійської механізованої дивізії у місті Констанца, Румунія.
У 1960 році 69-й окремий навчальний танковий батальйон було розформовано.
Реорганізація 19 лютого 1962 року:
- створено 000 окремий ракетний дивізіон
- створено 129-й окремий ремонтно-відновлювальний батальйон.

Від 11 січня 1965 року перейменована на 17-ту гвардійську танкову дивізію.
У 1968 році 26-й окремий гвардійський саперний батальйон було перейменовано на 26-й окремий гвардійський інженерно-саперний батальйон.
У 1972 році 00 окрема рота хімічного захисту була розгорнута в 44-й окремий батальйон хімічного захисту.
У 1980 році 000 окремий автомобільний транспортний батальйон було перейменовано на 1055-й окремий батальйон матеріального забезпечення.
У червні 1989 року з її складу було передано 1158-й зенітний ракетний полк до Східної Німеччини, та його замінив 1069-й зенітний ракетний полк, зі складу 47-ї гвардійської танкової дивізії.
У червні 1990 року 25-й танковий полк та 92-й танковий полк зі складу 58-ї танкової дивізії (мобілізаційна), замінили  216-й гвардійський танковий полк та 224-й танковий полк.
В січні 1992 року перейшла під юрисдикцію України. На її основі було створено 17-ту окрему танкову бригаду.

## Структура
Протягом історії з'єднання його стурктура та склад неодноразово змінювались.

### 1960
- 216-й гвардійський танковий полк (Кривий Ріг, Дніпропетровська область)
- 224-й танковий полк (Кривий Ріг, Дніпропетровська область)
- 230-й гвардійський танковий полк (Кривий Ріг, Дніпропетровська область)
- 256-й гвардійський мотострілецький полк (Кривий Ріг, Дніпропетровська область)
- 869-й гвардійський артилерійський полк (Кривий Ріг, Дніпропетровська область)
- 1158-й зенітний артилерійський полк (Кривий Ріг, Дніпропетровська область)
- 145-й окремий розвідувальний батальйон (Кривий Ріг, Дніпропетровська область)
- 26-й окремий гвардійський саперний батальйон (Кривий Ріг, Дніпропетровська область)
- 812-й окремий гвардійський батальйон зв'язку (Кривий Ріг, Дніпропетровська область)
- 000 окрема рота хімічного захисту (Кривий Ріг, Дніпропетровська область)
- 18-й окремий санітарно-медичний батальйон (Кривий Ріг, Дніпропетровська область)
- 000 окремий автомобільний транспортний батальйон (Кривий Ріг, Дніпропетровська область)

### 1970
- 216-й гвардійський танковий полк (Кривий Ріг, Дніпропетровська область)
- 224-й танковий полк (Кривий Ріг, Дніпропетровська область)
- 230-й гвардійський танковий полк (Кривий Ріг, Дніпропетровська область)
- 256-й гвардійський мотострілецький полк (Кривий Ріг, Дніпропетровська область)
- 869-й гвардійський артилерійський полк (Кривий Ріг, Дніпропетровська область)
- 1158-й зенітний артилерійський полк (Кривий Ріг, Дніпропетровська область)
- 145-й окремий розвідувальний батальйон (Кривий Ріг, Дніпропетровська область)
- 000 окремий ракетний дивізіон (Кривий Ріг, Дніпропетровська область)
- 26-й окремий гвардійський інженерно-саперний батальйон (Кривий Ріг, Дніпропетровська область)
- 812-й окремий гвардійський батальйон зв'язку (Кривий Ріг, Дніпропетровська область)
- 000 окрема рота хімічного захисту (Кривий Ріг, Дніпропетровська область)
- 129-й окремий ремонтно-відновлювальний батальйон (Кривий Ріг, Дніпропетровська область)
- 18-й окремий санітарно-медичний батальйон (Кривий Ріг, Дніпропетровська область)
- 000 окремий автомобільний транспортний батальйон (Кривий Ріг, Дніпропетровська область)

### 1980
- 216-й гвардійський танковий полк (Кривий Ріг, Дніпропетровська область)
- 224-й танковий полк (Кривий Ріг, Дніпропетровська область)
- 230-й гвардійський танковий полк (Кривий Ріг, Дніпропетровська область)
- 256-й гвардійський мотострілецький полк (Кривий Ріг, Дніпропетровська область)
- 869-й гвардійський артилерійський полк (Кривий Ріг, Дніпропетровська область)
- 1158-й зенітний ракетний полк (Кривий Ріг, Дніпропетровська область)
- 145-й окремий розвідувальний батальйон (Кривий Ріг, Дніпропетровська область)
- 000 окремий ракетний дивізіон (Кривий Ріг, Дніпропетровська область)
- 26-й окремий гвардійський інженерно-саперний батальйон (Кривий Ріг, Дніпропетровська область)
- 812-й окремий гвардійський батальйон зв'язку (Кривий Ріг, Дніпропетровська область)
- 44-й окремий батальйон хімічного захисту (Кривий Ріг, Дніпропетровська область)
- 129-й окремий ремонтно-відновлювальний батальйон (Кривий Ріг, Дніпропетровська область)
- 18-й окремий медичний батальйон (Кривий Ріг, Дніпропетровська область)
- 1055-й окремий батальйон матеріального забезпечення (Кривий Ріг, Дніпропетровська область)

### 1988
- 216-й гвардійський танковий полк (Кривий Ріг, Дніпропетровська область)
- 224-й танковий полк (Кривий Ріг, Дніпропетровська область)
- 230-й гвардійський танковий полк (Кривий Ріг, Дніпропетровська область)
- 256-й гвардійський мотострілецький полк (Кривий Ріг, Дніпропетровська область)
- 869-й гвардійський артилерійський полк (Кривий Ріг, Дніпропетровська область)
- 1158-й зенітний ракетний полк (Кривий Ріг, Дніпропетровська область)
- 145-й окремий розвідувальний батальйон (Кривий Ріг, Дніпропетровська область)
- 000 окремий ракетний дивізіон (Кривий Ріг, Дніпропетровська область)
- 26-й окремий гвардійський інженерно-саперний батальйон (Кривий Ріг, Дніпропетровська область)
- 812-й окремий гвардійський батальйон зв'язку (Кривий Ріг, Дніпропетровська область)
- 44-й окремий батальйон хімічного захисту (Кривий Ріг, Дніпропетровська область)
- 129-й окремий ремонтно-відновлювальний батальйон (Кривий Ріг, Дніпропетровська область)
- 18-й окремий медичний батальйон (Кривий Ріг, Дніпропетровська область)
- 1055-й окремий батальйон матеріального забезпечення (Кривий Ріг, Дніпропетровська область)

## Розташування
- Штаб (Кривий Ріг): 47 52 54N, 33 15 18E
- Криворізькі казарми: 47 53 05N, 33 14 46E

## Оснащення
Оснащення на 19.11.90 (за умовами УЗЗСЄ):
- 25-й танковий полк: 31 Т-64, 8 БМП-1, 2 БРМ-1К, 12 БТР-70, 12 2С1 «Гвоздика», 4 2С12 «Сані», 1 БМП-1КШ, 3 РХМ, 2 ПРП-3, 3 Р-145БМ, 1 ПУ-12, 2 МТ-55А та 1 МТУ-20
- 92-й танковий полк: 32 Т-64, 8 БМП-1, 2 БРМ-1К, 12 2С1 «Гвоздика», 4 2С12 «Сані», 1 БМП-1КШ, 3 РХМ-4, 3 РХМ, 2 ПРП-3, 1 Р-145БМ, 1 ПУ-12 та 3 МТ-55А
- 230-й гвардійський танковий полк: 31 Т-64, 8 БМП-1, 2 БРМ-1К, 12 2С1 «Гвоздика», 4 2С12 «Сані», 1 БМП-1КШ, 4 РХМ-4, 3 РХМ, 2 ПРП-3, 4 Р-145БМ, 1 ПУ-12 та 2 МТ-55А
- 187-й мотострілецький полк: 10 Т-64, 3 БМП-1, 2 БРМ-1К, 12 2С1 «Гвоздика», 8 2С12 «Сані», 1 БМП-1КШ, 3 РХМ, 2 ПРП-3, 3 Р-145БМ, 1 ПУ-12 та 1 МТУ-20
- 869-й гвардійський артилерійський полк: 15 2С3 «Акація», 3 2С1 «Гвоздика», 2 122-мм гаубиця Д-30, 3 ПМ-38, 12 БМ-21 «Град» та 5 ПРП-3
- 1069-й зенітний ракетний полк: ЗРК «Куб» (SA-6) та 1 Р-156БТР
- 74-й окремий розвідувальний батальйон: 3 БМП-1, 7 БРМ-1К, 2 Р-145БМ та 1 Р-156БТР
- 28-й окремий гвардійський батальйон зв'язку: 10 Р-145БМ, 1 Р-137Б та 1 Р-156БТР
- 26-й окремий гвардійський інженерно-саперний батальйон: 4 УР-67